# Mizothenar patulipalma
Mizothenar patulipalma är en kräftdjursart som först beskrevs av Brian Frederick Kensley1984.  Mizothenar patulipalma ingår i släktet Mizothenar och familjen Stenetriidae. Inga underarter finns listade i Catalogue of Life.